# 나단 알터만
나단 알터만(히브리어: נתן אלתרמן, 영어: Nathan Alterman, 1910년 8월 14일 ~ 1970년 3월 28일)은 이스라엘의 시인, 극작가, 언론인, 번역가이다. 러시아 제국 하의 폴란드 바르샤바에서 태어나 1925년에 텔아비브로 이주했다. 공직을 맡지 않았으나 1948년 이스라엘 성립 전후로 노동 시오니즘 정치에 영향을 주었다.

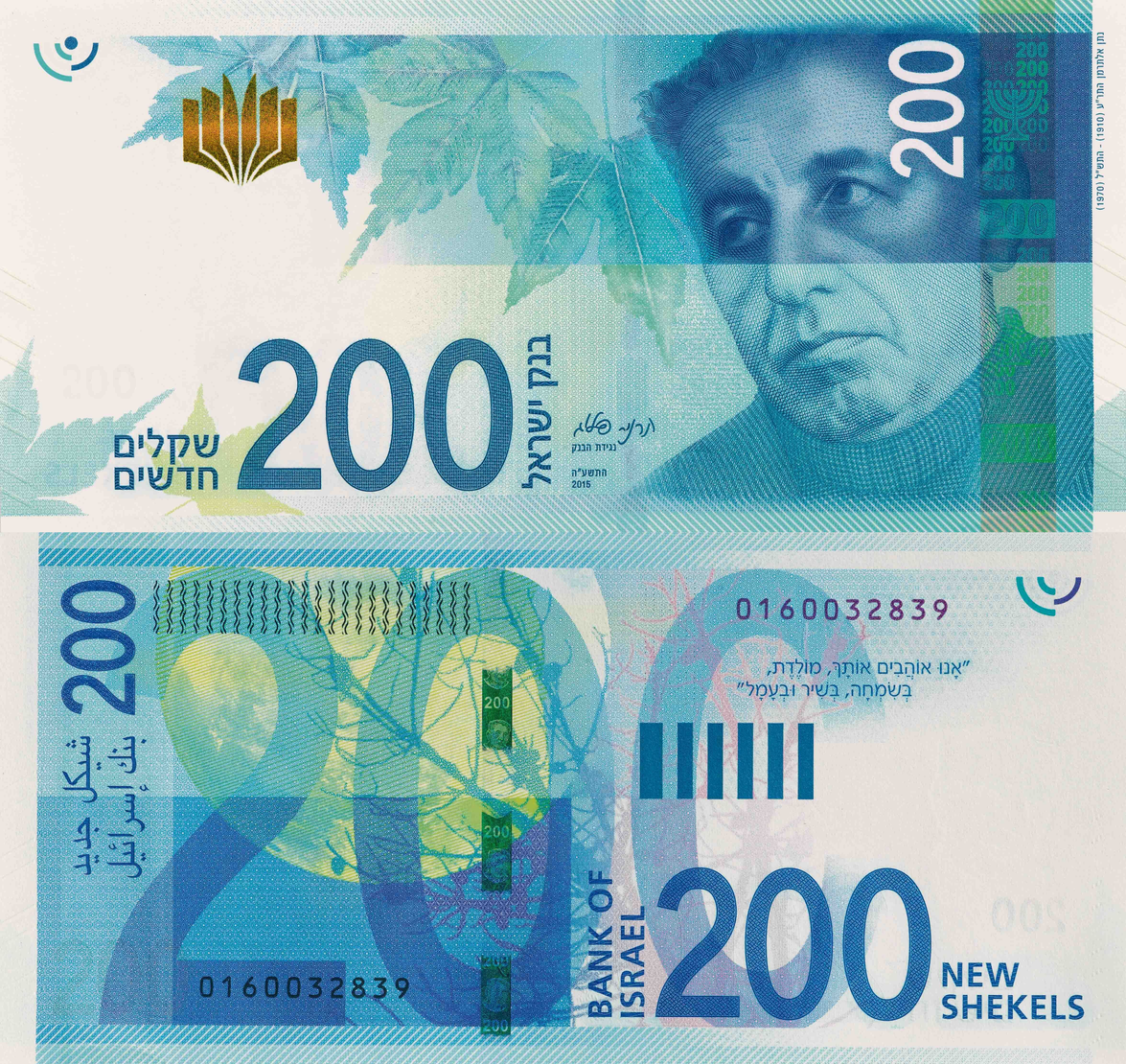
200 신 셰켈권에 쓰인 알터만의 초상